# Вранчський землетрус (1802)
Вранчський землетрус — землетрус у горах Вранча, що в Румунії, стався 26 жовтня 1802 року у день Святої Параскевії. Цей землетрус мав магнітуду 7,9 бала за шкалою Ріхтера і став найсильнішим із коли-небудь зареєстрованих у Румунії, а також одним із найсильніших в європейській історії. Він відчувався на площі понад 2 млн км2 у Східній Європі та на Балканах, від Санкт-Петербурга до Егейського моря.